# 13333 Carsenty
13333 Carsenty è un asteroide della fascia principale. Scoperto nel 1998, presenta un'orbita caratterizzata da un semiasse maggiore pari a 2,4307059 UA e da un'eccentricità di 0,0831937, inclinata di 6,59488° rispetto all'eclittica.
L'asteroide è dedicato all'astronomo israeliano Uri Carsenty.